# Reichl Verlag
Der Reichl Verlag mit Sitz in St. Goar veröffentlicht heute vor allem Bücher aus den Bereichen Mystik und Religion, Grenzwissenschaften und Naturheilkunde.

## Geschichte

### Otto Reichl
Otto Reichl (1877–1954) war der Sohn von Marie Reichl, geborene Peter, und dem Schuhfabrikanten Franz Reichl. Seine dreijährige Lehrzeit verbrachte er bei der Verlagsbuchhandlung Robert Friese. Danach besuchte er die Buchhändler-Lehranstalt. 1909 gründete er den Reichl & Co., Verlag GmbH, in dem die „Deutsche Bibliothek“, eine gut 200 Bände umfassende Volksausgabe wichtiger Texte der deutschen Literatur, erschien. Mit dieser Reihe wurde in Zusammenarbeit mit dem Berliner Kaufhaus Wertheim die Grundlage für den modernen Warenhausbuchhandel gelegt. Zum Markenzeichen des Verlags wurde der dreiarmige Leuchter, der 1914 in das Warenzeichenregister eingetragen wurde. Kurz nach dem Ersten Weltkrieg wurde der Firmensitz nach Darmstadt verlegt. Unter der Aegide des Grafen Hermann Keyserling wurde der Verlag Herausgeber bedeutender philosophischer und geistesgeschichtlicher Werke. Vorträge der Darmstädter „Schule der Weisheit“ wurden in den Jahresbänden „Der Leuchter“ zwischen 1919 und 1927 abgedruckt. In den Jahren 1948 bis 1951 war Günther Neske Teilhaber am Reichl Verlag.

### Herwarth von Guilleaume
1953, nachdem der Verlag seit 1930 praktisch zum Erliegen gekommen war, fand sich in Herwarth von Guilleaume ein Nachfolger, der den Verlag neu aufbaute, mit den Themenschwerpunkten Christliche Mystik und Parapsychologie. Neuer Verlagssitz wurde Haus Herresberg, von Guilleaumes Wohnsitz in Remagen. Ein Projekt aus dieser Zeit war die Veröffentlichung der umstrittenen Protokolle der Gespräche mit Besessenheitsgeistern von Carl Wickland.
Anfang der 1980er-Jahre kam es zu ersten Begegnungen zwischen Herwarth von Guilleaume und dem jetzigen Inhaber, Matthias Dräger, der von Guilleaumes Nachfolger als Verlagsleiter wurde.

### Matthias Dräger
Seit 1984 leitet Matthias Dräger den Verlag; dabei konnte der Kernbereich des bisherigen Programms erhalten bleiben. Neu hinzu kamen unter Drägers Leitung die Bereiche Lebenshilfe und Heilkunde.

## Autoren (Auswahl)
- Felix Aeschbacher
- Heinrich Cornelius Agrippa von Nettesheim
- Franz Arnoul
- Dieter Aschoff
- John G. Bennett
- Wilhelm Beyer
- Johann Christoph Blumhardt
- George Chapman
- Beinsa Duno
- Ernesto G. Enkerlin
- Gustav Theodor Fechner
- Bernhard Forsboom
- Friedrich Wilhelm Foerster
- Josef Gemassmer
- Ursula Groll
- Eva Herrmann
- Wilhelm Horkel
- Friedrich Markus Huebner
- Walter Hueck
- Christoph Wilhelm Hufeland
- Gerda Johst
- Henny Jutzler-Kindermann
- Hermann Graf Keyserling
- Heinrich Lhotzky
- Heinrich Marzell
- Johann Müller
- Hans Naegeli
- Hubert Palm
- Paracelsus
- Rudolf Passian
- Annekatrin Puhle
- Heinz Ritter-Schaumburg
- P.J. Saher
- Christian Gotthilf Salzmann
- Karl Otto Schmidt
- M. von Scholtz
- Willy Schrödter
- Arthur Schult
- Sédir
- Fritz Stege
- Theodor Stöckmann
- Georg Sulzer
- Theodor Tanner
- Ania Teillard
- Laurence Temple
- Hans Tesch
- A. Töpper
- Gerda Walther
- Carl Wickland
- Leopold Ziegler
- F. Zündel